# ياسر الدوسري
ياسر بن راشد بن حسين الودعاني الدوسري إمام وخطيب المسجد الحرام وقارئ قرآن سعودي، من مواليد محافظة الخرج السعودية. (6 أغسطس 1980م -) (24 رمضان 1400هـ -) وأحد أئمة الحرم المكي منذ (12 أكتوبر 2019م - 13 صفر 1441هـ) وكان قبلها إمامًا لصلاة التراويح والتهجّد فقط لمدة خمس سنوات منذ قرار تعيينه في 15 يونيو 2015م - 28 شعبان 1436هـ، وكان سابقًا إمامًا للعديد من الجوامع والمساجد في الرياض ومنها، مسجد عبد الله الخليفي عام 1995م - 1416هـ، ثم مسجد الكوثر وفيه تم تسجيل أول شريط مسجل له في سورة يوسف عام 1419هـ ، ثم جامع الإمام عبد الله بن سعود لمدة خمس سنوات وهناك كانت بداية شهرته العالمية، ثم جامع الشيخ عبد العزيز بن باز عام 1425 هـ فقط ، ثم جامع الدخيل عام 2005م - 1426هـ وكان المشرف على مناشطه وشغل منصب مشرف عام على مدرسة الهمم النسائية لتحفيظ القرآن في نفس الجامع. وقد تتلمذ على يد مجموعة من العلماء والمشايخ ومنهم: "عبد العزيز بن عبد الله آل الشيخ، وصالح الفوزان، وعبد الله بن جبرين، وقرأ القرآن على جمع من المشايخ والمقرئين، منهم الشيخ بكري الطرابيشي، وإبراهيم الأخضر.
حاصل على شهادة البكالوريوس في الفقه من كلية الشريعة بجامعة الإمام محمد بن سعود الإسلامية، وحصل على درجة الماجستير والدكتوراه في الفقه المقارن من المعهد العالي للقضاء من نفس الجامعة، وحصل في 6 يونيو 2022 على درجة التأهل للأستاذية في الفقه من جامعة أم القرى. وله أكثر من ثلاثة وثلاثون مؤلّف ودراسة وبحث في علوم القرآن الكريم والفقه المقارن والبيوع، وقد شارك في مجموعة من الندوات العلمية، وله عضويات عديدة ورئس الكثير من لجان المسابقات القرآنية والعلمية، وألقى عدد كبير من المحاضرات والكلمات التوجيهية داخل السعودية وخارجها، وقد صنف ضمن أكثر الشخصيات تأثيرًا بالمجتمع بحسب مجلة جمعية إنسان.
شغل مناصب عديدة منها، عضو في الجمعية العلمية الفقهية السعودية، والجمعية العلمية القضائية السعودية، وعضو سابق بهيئة التدريس بقسم الدراسات الإسلامية بكلية التربية في جامعة الملك سعود ومحاضر وأستاذ مساعد وأستاذ مشارك فيها، وعمل كأمين عام لجمعية الأمير سلطان بن عبد العزيز الخيرية لتحفيظ القرآن الكريم بالدفاع الجوي السعودي، ونائب رئيس مجلس إدارة مجموعة آيات الإعلامية القرآنية، وعضو حالي في الهيئة الاستشارية لرئاسة شؤون الحرمين منذ أغسطس 2020، ويشغل حاليًا مناصب أستاذ مشارك في كلية الشريعة والدراسات الإسلامية بجامعة أم القرى ومستشارًا لمدير الجامعة.

## النشأة والتعليم
وُلِدَ ياسر بن راشد بن حسين الودعاني الدوسري في محافظة الخرج السعودية الواقعة على بعد 80 كيلومترا جنوب الرياض في (6 أغسطس 1980م - 24 رمضان 1400هـ) وهو متزوج وله ولدان وأربع بنات. 
بدأ في تعلم علوم القرآن وحفظه في عمر السادسة عام 1986م حيث حفظ جزء عم بتشجيع من والده، وكانت والدته تتولى متابعة الحفظ والمراجعة، وقد حصل من والده على جهاز حاسب آلي كهدية عندما أتم حفظ جزء عم، وكان ذلك قبل أن يلتحق بالمدارس النظامية، وإلتحق بأول حلقة لتحفيظ القرآن في الصف الرابع ابتدائي عام 1991م في جامع الأمير بندر في غرب الرياض، وكان أستاذه «الشيخ عبد الرحمن الدوسري» والذي كان إمامًا وخطيبًا آنذاك، وكانت طريقته في التدريس أن يقرأ مقطع من آية والطلبة يرددون وراءه المقطع وذلك من أجل ضبط الآيات بشكلها الصحيح، وجاء تأخره في الالتحاق بحلقات التحفيظ التركيز على دراسته وحفظه في مدارسة تحفيظ القرآن الحكومية وكان قد ألحقه والده لاحقًا بمدرسة زيد بن ثابت لتحفيظ القرآن الكريم في محافظة الخرج وهي مدرسة حكومية تابعة لوزارة المعارف آنذاك، ودرس فيها سنة واحدة أنهى فيها دراسة الصف الأول الابتدائي، انتقل في هذه الأثناء مع أسرته من محافظة الخرج إلى مدينة الرياض للاستقرار والعيش فيها ويكمل دراسته ومشوار حياته فيها وتابع في حفظ القرآن في مدرسة تحفيظ القرآن الحكومية في «مدرسة تحفيظ القرآن الكريم الأولى الابتدائية» حتى أتم حفظه في عمر الخمس عشرة سنة في الصف الثالث متوسط عام 1995م، ثم أعاد كرته في الحفظ والمراجعة في المرحلة الثانوية في عمر الثامن عشرة سنة عام 1998م، في نفس المدارس واستغرق ذلك تسع سنوات وذلك حسب الخطة الدراسية التي وضعتها المدرسة، وذلك ضمن مقررات مدارس تحفيظ القرآن الكريم التابعة لوزارة التربية والتعليم، وكانت أول ختمة على يدي «الشيخ فهد الطويل» ثم توالت عدد منها على يد عدد من القراءة أمثال: الشيخ محمود عمر سكر، والشيخ أحمد خليل شاهين، والشيخ سعد سنبل، والشيخ بكري الطرابيشي، والشيخ محمد تميم الزعبي، والشيخ إبراهيم الأخضر، والشيخ عبد الله الجار الله.
أكمل مرحلة الدراسة الجامعية وكانت البداية بالتحاقه بالكلية العسكرية عام 1999م في كلية الملك عبد العزيز الحربية، وبعدما أكمل سنة فيها قرر الخروج من الكلية العسكرية والالتحاق بكلية الشريعة في جامعة الإمام محمد بن سعود الإسلامية، وحصل منها عام 2002م - 1424هـ على شهادة البكالوريوس في الفقه، ليتابع بعدها دراسة الماجستير في المعهد العالي للقضاء في نفس الجامعة، بعد انقطاع دام سبع سنوات من بعد حصوله على البكالوريوس، وكان حينها يعمل أميناً عاماً لجمعية الأمير سلطان بن عبد العزيز الخيرية لتحفيظ القرآن الكريم، ليكمل هذه المرحلة الدراسية وينال شهادة الماجستير بدرجة امتياز مع درجة الشرف الأولى عام 2008م - 1430هـ، وكانت رسالة الماجستير بعنوان «الضوابط الفقهية في السبق والجعالة» وتابع بعدها دراسة الدكتوراه وحصل عليها بدرجة امتياز مع مرتبة الشرف الأولى عام 2013م - 1435هـ، في الفقه المقارن من نفس الجامعة والمعهد، وكانت رسالة الدكتوراه بعنوان «الفروق الفقهية عند الحنفية في البيوع».

## مشواره المهني
بدأت مشوار إمامة المساجد في عمر 16 سنة في الصف الأول الثانوي عندما أنشئ مسجدًا في حي الفاروق الذي كان يقيم فيه في الرياض، فَاقْتُرِحَ عليه أن يكون إمامًا له فرفض هذا استثقالًا للمسؤولية، وكان يرى أنه صغير على هذا الأمر، حتى أصر على هذا الأمر "الشيخ فهد النغيمش" وقد ضغط عليه وأقنع والده بهذا، فكانت أول إمامة له لمسجد آنذاك عام 1995م - 1416هـ وأصدر في نفس العام أول قرآن بصوته ولمدة سنتين كان إماماً في "مسجد الخليفي" بحي الفاروق، وقد أُجريت معه مقابلة في وزارة الشؤون الإسلامية والدعوة والإرشاد قبلها، وقد تميزت قراءته بنوع معين حيث يبدأ قراءة الفاتحة بطريقة "الشيخ محمد أيوب" وبعدها يكمل بطريقته الخاصة، ثم انتقل إلى "مسجد الكوثر" في حي العريجاء الغربي عام 2000م واستمر فيه سنتين، ثم إلى "جامع الإمام عبد الله بن سعود" في حي السويدي عام2002م واستمر فيه سنتين، ثم انتقل عام 2004م - 1425هـ إلى "جامع ابن باز في حي الغدير واستمر فيه سنة، في هذه الفترة من العام توفي والده، ثم تولى إمامة جامع الدخيل عام 2005م - 1426هـ بحي غرناطة واستمر فيه خمسة عشر سنة والذي شكل له الشهرة الحقيقية، وكان يشرف على جميع أعمال ومناشط الجامع الدعوية والعلمية والاجتماعية، كما كان يشرف على دار الهمم النسائية التابعة للجامع، كما وقد تولى في وقت سابق إمامة المصلين في صلاة التراويح في بعض دول الخليج ومنها الكويت والإمارات وقطر وحتى قرار تعيينه كواحد من أئمة الحرم المكي في 12 أكتوبر 2019.
أمضى حتى الآن أكثر من 23 سنة في إمامة المساجد و18 سنة في الخطابة، وصدر له عدد كبير من الصوتيات القرآنية كان أولها في عام 1995م - 1416هـ وقد بلغ عددها حتى الآن حوالي 49 إصدارًا صوتيًا. وأَلْقَى دروسا علمية في المسجد الحرام والمسجد النبوي والعديد من المحاضرات والدروس العلمية والكلمات التوجيهية في بعض الجهات الحكومية داخل السعودية، وله جولات في عدد من الدول العربية والأوروبية والتي كانت بدعوات من المراكز الثقافية الإسلامية ومنها كانت في إيطاليا وسويسرا وفرنسا وتونس، وله مشاركات محلية ودولية في عدد من المؤتمرات العلمية ومنها: المشاركة في تحكيم مسابقة الأمير نايف بن عبد العزيز لحفظ القرآن للقطاعات الأمنية، والمشاركة في تحكيم التصفيات لجائزة الأمير سلطان بن عبد العزيز آل سعود لحفظ القرآن الدولية للعسكريين، وقد أشرف على الكثير من الدورات الخاصة بالأمن الفكري والتي أقيمت في وزارة الدفاع السعودية وأعد لهم مناهج الثقافة الإسلامية، وشارك في إلقاء المحاضرات التوجيهية في دورات المبتعثين في وزارة الدفاع السعودية، وشارك في مؤتمر الأزمة المالية وانعكاساتها على العالم في الرياض، ورئس عدد من اللجان والجمعيات منها، رئاسة اللجنة التحكيمية في مسابقة أمير الرياض لحفظ القرآن وتفسيره، وفي المسابقة المحلية لحفظ القرآن في القوات المسلحة السعودية، وفي مسابقة الوحيين للقرآن والسنة في ليفربول بالمملكة المتحدة.
شغل سابقًا مناصب عديدة منها:
عضو في الجمعية العلمية الفقهية السعودية، والجمعية العلمية القضائية السعودية، والجمعية السعودية للدراسات الدعوية، وعضو في الندوة العالمية للشباب الإسلامي، والذي كان مشرفًا على حلقات تحفيظ القرآن الكريم التابعة لها في لجنة أوروبا الشرقية بالندوة، وعضو في جمعية البر بمدينة الخرج، وعمل أميناً عاماً سابق لجمعية الأمير سلطان بن عبد العزيز آل سعود لتحفيظ القرآن الكريم في الدفاع الجوي الملكي السعودي عام 2003 ولمدة 7 سنوات، وعضو سابق بهيئة التدريس بقسم الدراسات الإسلامية بكلية التربية في شعبة الفقه وأصوله بجامعة الملك سعود ومحاضر وأستاذ مساعد وأستاذ مشارك فيها، وعضو أيضًا في جمعية البر الخيرية في محافظة الخرج، وعمل عضوًا في الإرشاد الديني بوزارة الدفاع والطيران، وهو أحد أعضاء مجلس إدارة مؤسسة آيات الوقفية للقرآن، وعضو حالي في الهيئة الاستشارية لرئاسة شؤون الحرمين منذ 13 أغسطس 2020، ويشغل حاليًا منصب أستاذ مشارك في كلية الشريعة والدراسات الإسلامية بجامعة أم القرى ومستشار لمدير الجامعة.

## من شيوخه
تتلمذ الشيخ على يد العديد من الشيوخ في طلب العلم ومنهم:
- الشيخ عبد العزيز بن عبد الله آل الشيخ المفتي العام للمملكة العربية السعودية.
- الشيخ صالح الفوزان عضو هيئة كبار العلماء.
- الشيخ سعد الشثري عضو هيئة كبار العلماء.
- الشيخ محمد بن حسن آل الشيخ عضو هيئة كبار العلماء.
- الشيخ يعقوب الباحسين عضو هيئة كبار العلماء.
- الشيخ صالح بن حميد عضو هيئة كبار العلماء
- الشيخ صالح بن عبد العزيز آل الشيخ وزير الشؤون الإسلامية والدعوة والإرشاد.
- الشيخ عبد الله بن جبرين عالم دين سعودي.
- وقرأ القرآن على عدد من المقرئين ومنهم:
- الشيخ بكري الطرابيشي.
- الشيخ إبراهيم الأخضر شيخ قُرَّاء المدينة.
- الشيخ محمد تميم الزعبي عضو لجنة مراجعة المصحف الشريف في مجمع الملك فهد.
- الشيخ محمود بن عمر سكر عضو لجنة إجازة التلاوات بإذاعة القرآن الكريم.
- الشيخ أحمد خليل شاهين مقرئ القراءات العشر.
- الشيخ سعد سنبل مقرئ القراءات العشر.
- الشيخ عبد الله الجار الله المجاز في القراءات العشر.[36][37]

## المساجد التي تولى إمامتها
- مسجد الخليفي - حي الفاروق الرياض 1995.
- مسجد الكوثر - العريجاء الغربي الرياض 1997.
- جامع الإمام عبد الله بن سعود - حي السويدي الرياض 1999.
- جامع الشيخ عبد العزيز بن باز - حي الغدير الرياض 2004.
- جامع الدخيل - حي غرناطة الرياض 2005.
- المسجد الحرام - مكة المكرمة 2019.

## الرسائل والبحوث والدراسات
| #  | الاسم                                                                           | النوع                             | السنة       | ملاحظات                                       | المرجع                      |
| -- | ------------------------------------------------------------------------------- | --------------------------------- | ----------- | --------------------------------------------- | --------------------------- |
| 1  | الضوابط الفقهية في السبق والجعالة                                               | رسالة ماجستير                     | 2009 - 2010 |                                               | [ 38 ] [ 39 ]               |
| 2  | الفروق الفقهية عند الحنفية في البيوع                                            | رسالة دكتوراه                     | /           |                                               | [ 40 ]                      |
| 3  | أحكام التعزير المعنوي                                                           | بحوث ودراسات                      | /           |                                               |                             |
| 4  | فوات المالية بالإتلاف وأثرها في الضمان                                          | بحث ودراسة تأصيلية مقاصدية        | /           |                                               | [ 41 ] [ 42 ]               |
| 5  | القواعد والضوابط الفقهية المتعلقة بالعجز                                        | بحوث ودراسات                      | /           |                                               | [ 43 ]                      |
| 6  | مقصد الشفقة وأثره في المسائل الفقهية                                            | بحوث ودراسات                      | /           |                                               | [ 44 ]                      |
| 7  | أصول رد الحيل عند ابن القيم                                                     | بحوث ودراسات                      | /           |                                               | [ 45 ]                      |
| 8  | شرط الاستيطان وأثره في المسائل الفقهية                                          | بحوث ودراسات                      | /           |                                               | [ 46 ] [ 47 ] [ 48 ]        |
| 9  | الفروق الفقهية المتعلقة بالأعمى                                                 | بحوث ودراسات - دراسة مقارنة       | /           |                                               | [ 49 ] [ 50 ]               |
| 10 | تحقيق - مخطوط حفظ الأصغرين للشرنبلالي                                           | بحوث ودراسات                      | /           |                                               | [ 51 ]                      |
| 11 | تحقيق - مخطوطة نَظَرُ الحاذق النحرير في فكاك الرهن والرجوع على الْمُستَعير للشرنبلالي | بحوث ودراسات                      | /           |                                               | [ 52 ]                      |
| 12 | ضمانات العدالة في الإسلام                                                       | بحوث ودراسات                      | /           |                                               |                             |
| 13 | أحكام الشهيد                                                                    | بحوث ودراسات                      | /           | يدرَّس البحث في بعض دورات وزارة الدفاع السعودية |                             |
| 14 | النظم القرآني في القرآن الكريم                                                  | بحوث ودراسات                      | /           |                                               |                             |
| 15 | مقاصد الشريعة وأثرها في تفسير القرآن                                            | بحوث ودراسات                      | /           |                                               |                             |
| 16 | أحكام بيع التقسيط                                                               | دراسة فقهية                       | /           |                                               |                             |
| 17 | أحكام عقد المقاولات                                                             | دراسة فقهية                       | /           |                                               |                             |
| 18 | أحكام عقد التوريد                                                               | دراسة فقهية                       | /           |                                               |                             |
| 19 | أحكام عقد المناقصة                                                              | دراسة فقهية                       | /           |                                               |                             |
| 20 | الحقوق الملكية الفكرية                                                          | دراسة فقهية                       | /           |                                               |                             |
| 21 | عقد المرابحة للآمر بالشراء                                                      | دراسة فقهية                       | /           |                                               |                             |
| 22 | أحكام مستحضرات التجميل                                                          | دراسة فقهية                       | /           |                                               | [ 53 ]                      |
| 23 | أحكام رهن السيارة المبيعة                                                       | دراسة فقهية                       | /           |                                               |                             |
| 24 | التعزير المعنوي وأحكامه                                                         | دراسة فقهية                       | /           |                                               |                             |
| 25 | أحكام العمليات التجميلية                                                        | دراسة فقهية                       | /           |                                               |                             |
| 26 | الاحتياط وأثره في التقعيد الفقهي                                                | دراسة تأصيلية فقهية               | /           |                                               | [ 54 ]                      |
| 27 | أحكام البطاقات الائتمانية                                                       | دراسة تأصيلية فقهية               | /           |                                               | [ 55 ]                      |
| 28 | قاعدة الحرام لا يحرم الحلال                                                     | دراسة تأصيلية تطبيقية             | /           |                                               | [ 56 ] [ 57 ]               |
| 29 | أحكام زكاة الأسهم                                                               | دراسة فقهية تطبيقية               | /           |                                               |                             |
| 30 | أحكام البطاقات الائتمانية                                                       | دراسة فقهية تطبيقية               | /           |                                               |                             |
| 31 | حديث: لا يغلق الرهن                                                             | دراسة حديثية فقهية                | /           |                                               | [ 58 ] [ 59 ] [ 60 ] [ 61 ] |
| 32 | مقصد الشفقة                                                                     | دراسة تطبيقية على المسائل الفقهية | /           | صدر في سنة 2021 بمجلة جامعة أم القرى          | [ 62 ]                      |

## المواد الدراسية
أبرز المواد الدراسية للشيخ ياسر الدوسري التي قدمها خلال فترة تدريسية كأستاذ فقه مشارك في جامعة الملك سعود في كلية التربية قسم الثقافة الإسلامية.
- الفقه وأصوله[63]
- وصف مقرر مادة السلم 101[64]
- وصف مقرر التلاوة والتجويد سلم457[65]
- نموذج تجريبي رقم 1 لاختبار مقرر مادة سلم 101[66]
- نموذج تجريبي رقم 2 لاختبار مقرر مادة سلم 101[67]

## إمامته المسجد الحرام
صدر أمر سامي عن الملك سلمان بن عبد العزيز آل سعود في 29 شعبان 1436هـ بتكليف الشيخ ياسر الدوسري بإمامة المصلين في المسجد الحرام لصلاتي التراويح والتهجد فقط، خلال شهر رمضان للعام 1436هـ واستمرت المشاركة خمس سنوات إلى عام 1440هـ كإمام مشارك فقط، وفي شهر صفر عام 1441هـ صدر الأمر الملكيّ السامي بتعيّينه إمامًا رسميًا للمسجد الحرام بِصِفة دائمة، وكانت أول صلاة له في اليوم الثاني في صلاة المغرب والعشاء يوم السبت (13 أكتوبر 2019م - 13 صفر 1441هـ) وفي 13 أغسطس 2020 - 23 ذو الحجة 1441هـ عُين عضوًا في الهيئة الاستشارية لرئاسة شؤون الحرمين، بعدما أصدر الرئيس العام لشؤون المسجد الحرام والنبوي عبد الرحمن السديس قرارًا بإعادة تشكيل الهيئة الاستشارية.

### الخطابة بالمسجد الحرام
في ديسمبر 2022 أعلن الرئيس العام لشؤون المسجد الحرام والمسجد النبوي عبد الرحمن بن عبد العزيز السديس، صدور موافقة خادم الحرمين الشريفين الملك سلمان بن عبد العزيز آل سعود على مشاركة ياسر الدوسري في الخطابة بالمسجد الحرام.

## هوامش
- 1: «القرآن كامل» يوتيوب: المصحف المرتل كامل للشيخ ياسر الدوسري - قناة الشيخ د. ياسر الدوسري - السعودية 2011.
- 2: «جزء من قراءات "صلاة التراويح"» يوتيوب: تلاوات رمضان 1435هـ - قناة الشيخ د. ياسر الدوسري - السعودية جامع الدخيل 2014.
- 3: «جزء من بعض الصلاوات في الحرم المكي» يوتيوب: فروض 1443هـ - قناة الشيخ د. ياسر الدوسري - السعودية مكة المكرمة 2014.
- 4: «القرآن كامل» موقع تي في قرآن: القرآن كامل مقسم بالسور - ياسر الدوسري - السعودية 2021.